# Reprise
Pour les articles homonymes, voir Reprise (homonymie) et Cover.

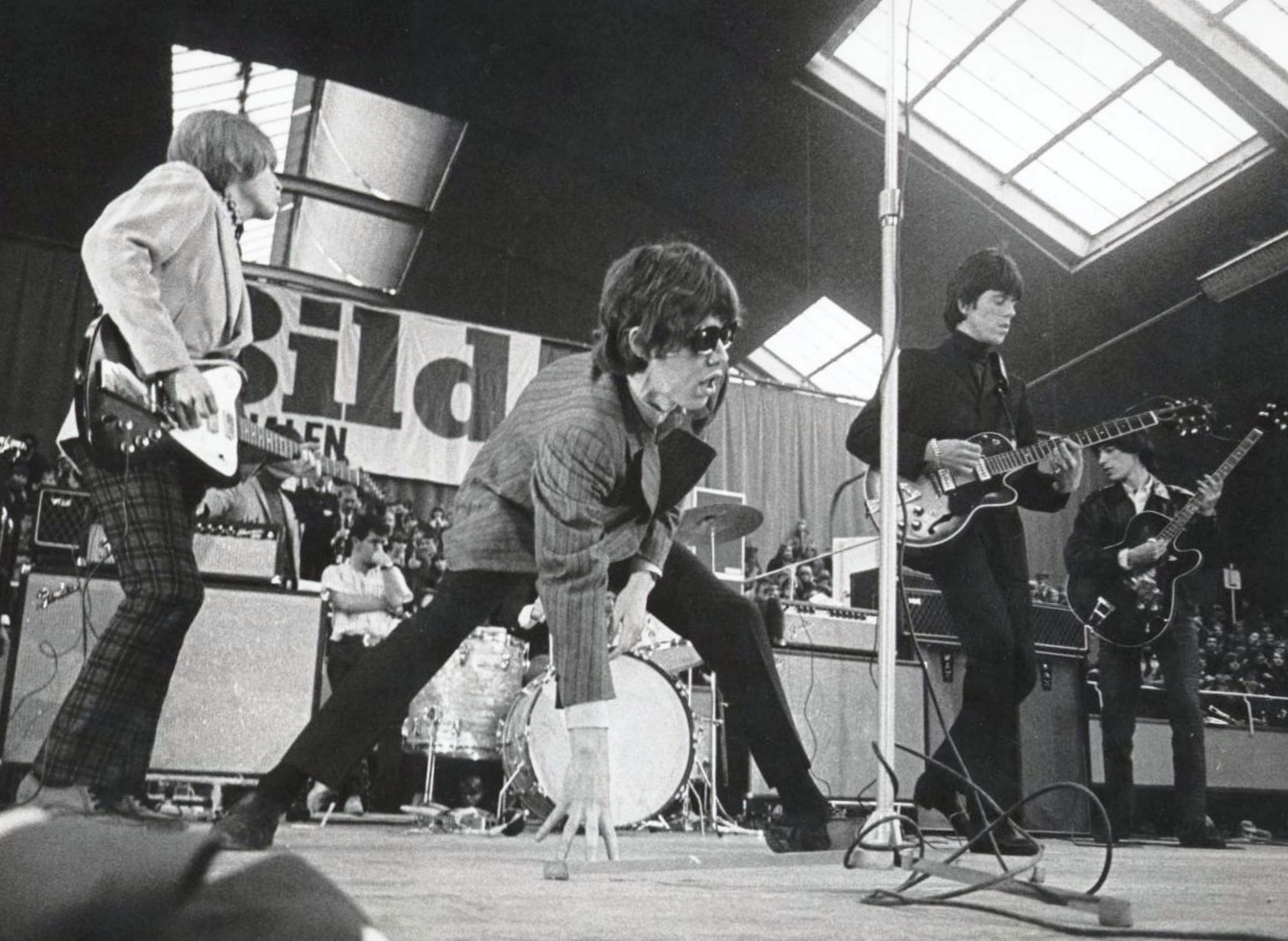
Les Rolling Stones ont fait de nombreuses reprises de chansons d'autres artistes.

Une reprise, également appelée en anglais cover ou cover version, est un morceau existant et qu'un autre que son créateur interprète (au sens interprète original) rejoue, de façon similaire ou différente.

## Définitions
Pour la musique classique, on parle d'interprétation et non pas de reprise (ce terme étant parfois synonyme de Da capo dans une œuvre musicale). Le mot « reprise » a également une signification très spécifique en matière de facture d'orgue.
On parle aussi de version (mais elle peut être interprétée par le même artiste). On utilise aussi le terme de reprise, en un sens plus littéral, lorsqu’un morceau figure une deuxième fois sur un même album. Les morceaux repris sont le plus souvent des morceaux de la musique populaire.
Dans le jazz et le blues la reprise est une pratique habituelle ; pour les titres les plus repris, on parle de standards. Contrairement à la pratique des autres musiques populaires, où la reprise s'appuie sur la mélodie, en jazz la règle est plutôt de s'appuyer sur ce qu'on appelle une « grille d'accords » ou grille harmonique, celle du thème repris, le reste de la reprise étant une invention mélodique autour de ce thème.
Il y a plusieurs genres de reprises :
- celles stricto sensu, on « reprend » un morceau existant tel quel, sans en changer la mélodie et les paroles, même si on peut en modifier les arrangements ; c'est souvent le cas des « tubes de l'été », comme peu de gens connaissent le nom de l'artiste original, d’autres artistes (ou maisons de disques), en profitent pour sortir leur propre version quasi identique à l'original. De plus, ces versions se retrouvent souvent dans les compilations car elles coûtent moins cher que l'original ; Exemples :
  - Macarena, Los del Mar / Original : Los del Río ;
  - La Bomba : King Africa / Original : Azul Azul ;
  - Gasolina : Papa AP / Original : Daddy Yankee.
- les adaptations musicales (avec ou sans reprise des paroles) où les arrangements concernent aussi la mélodie (par exemple, la reprise de chansons des Beatles par Cathy Berberian ou celle des mêmes dans le style choro du Brésil) ;
- les adaptations textuelles non parodiques, dans la même langue ou en traduction ; dans ce cas on parle alors d'adaptation. La pratique de l'adaptation est très courante dans les pays non anglophones, dans le domaine du rock et de la pop de la décennie 1950 à la décennie 1970 ; inversement, une des chansons parmi les plus souvent reprises en anglais puis par la suite dans de nombreuses autres langues, My Way, est l’adaptation de la chanson française Comme d'habitude créée par Claude François ; C'est aussi devenu en 2007 le titre d'une émission de radio consacrée aux reprises sur une station en Ariège Radio Transparence.
- les parodies, qui peuvent s’exercer sur la musique (version de My Way par les Sex Pistols) ou les paroles (Fat de Weird Al Yankovic parodiant Bad de Michael Jackson). Certaines émissions de radio comme le Festival Roblès puis Le 6/9 d'NRJ, Choum,  ou certains groupes, comme Les Bidochons (textes humoristiques sur des chansons d'artistes connus), ou les Punkles (reprises « punk » de chansons des Beatles) se sont fait une spécialité des reprises parodiques.

- On utilise aussi ce terme pour faire un arrêt dans le morceau et reprendre à partir d'un endroit déjà joué ; voir barre de reprise.

Les parodies comme reprises diffèrent de celles dues aux imitateurs, du fait que ces parodistes ne visent précisément pas à imiter leur modèle mais au contraire à s'en différencier, à créer le rire par le contraste plutôt que par la similarité.
Il n'est pas rare que ceux qui font des reprises invitent l'artiste original à faire la reprise en duo avec eux. Parfois la reprise est plus connue du grand public que l'original.
Parfois certains artistes font des reprises sous forme de pots-pourris (le groupe Stars on 45 s'en est fait une spécialité dans les années 1980).
Une reprise peut-être également réalisée dans le but de rendre hommage à un artiste, une œuvre, voire une époque ; cela peut alors donner lieu à un album et/ou un spectacle autour de ce concept (Pagny chante Brel, Entre deux de Patrick Bruel, Grand Écran d'Eddy Mitchell ou encore La Commune en chantant, en sont quelques exemples). 
En France, toute chanson peut être reprise librement et sans autorisation si les auteurs-compositeurs sont mentionnés dans les crédits, si l'œuvre est interprétée de manière conforme à la version originale du titre sans modification du texte ou de la composition, et si les droits SDRM sont acquittés et reversés aux auteurs-compositeurs via la Sacem. Ainsi, s'il a des droits sur l'enregistrement de ses chansons originales, l'artiste-interprète qui n'est pas auteur-compositeur n'en a aucun sur les éventuelles reprises,[réf. obsolète].

## Classement des titres les plus repris au monde

### Classement effectué par le magazineRolling Stone
1. Yesterday (The Beatles)[2]
2. Georgia on My Mind[2]
3. Comme d'habitude / My Way (Claude François)[2]
4. (I Can't Get No) Satisfaction (The Rolling Stones)[2]
5. Blowin' in the Wind (Bob Dylan)[2]
6. Johnny B. Goode (Chuck Berry)[2]
7. What a Wonderful World (Louis Armstrong)[2]
8. Ain't No Sunshine (Bill Withers)[2]
9. Me and Bobby McGee (Roger Miller)[2]
10. Killing Me Softly with His Song[2]

### Autres titres les plus repris
- La Paloma (Sebastián Iradier)
- Summertime (George Gershwin)
- Ne me quitte pas (Jacques Brel)[3]
- White Christmas (Bing Crosby)
- Unchained Melody (Al Hibbler; Les Baxter)
- Moliendo café
- I Will Always Love You (Dolly Parton)
- Garota de Ipanema (Antônio Carlos Jobim)[4]
- Knockin' on Heaven's Door (Bob Dylan)
- Hallelujah (Leonard Cohen)
- La Vie en rose (Édith Piaf)
- C'est si bon (Jean Marco)
- Pour toi (Dario Moreno et Loulou Gasté), ensuite notamment par Morris Albert, Feelings
- Perfidia (150 reprises recensées)

## Liste non exhaustive d'artistes ayant fait de nombreuses reprises
- Boyce Avenue, Jasmine Thompson, Carly Rae Jepsen, The Piano Guys, 2Cellos, Madilyn Bailey, Beth et tant d'autres sont devenus célèbres grâce à leurs reprises postées sur YouTube
- Eddy Mitchell : voir la liste des chansons d'Eddy Mitchell adaptées d'une chanson étrangère
- Johnny Hallyday : Voir la liste des chansons de Johnny Hallyday adaptées d’une chanson étrangère
- Renaud a repris 25 chansons de Georges Brassens
- Frank Alamo, Graeme Allwright, Richard Anthony, Hugues Aufray, La Compagnie créole, Les Compagnons de la chanson, Dalida, Joe Dassin, Sacha Distel, Claude François, Mireille Mathieu, Dick Rivers, Sylvie Vartan
- Joan Baez
- Petula Clark
- Robert Gordon
- Nana Mouskouri
- Elvis Presley
- The Beatles : voir la liste des chansons reprises par les Beatles
- Joe Cocker : With a Little Help from My Friends (The Beatles) ; You Can Leave Your Hat On (Randy Newman) ; Unchain My Heart (Ray Charles) ; Never Tear Us Apart (INXS) ; Could You Be Loved (Bob Marley) ; Black Betty (Ram Jam)
- Santana : Evil Ways (Willie Bobo), Black Magic Woman (Fleetwood Mac), Oye cómo va (Tito Puente), Everybody's Everything (Emperors), She's Not There (The Zombies), Stormy (Classic Four), Dealer (Traffic), Well All Right (Buddy Holly), One Chain Don't Make No Prison (The Four Tops), Changes (Cat Stevens), Winning (Russ Ballard), The Sensitive Kind (J.J. Cale), Hold On (Ian Thomas), Havana Moon (Chuck Berry), I'm the One Who Loves You (The Impressions), Gypsy Woman (The Impressions), Right On (Marvin Gaye)…
- Yuri Buenaventura : Ne me quitte pas (Jacques Brel), Mala vida (Mano Negra), Une belle histoire (Michel Fugain), L'Eau à la bouche (Serge Gainsbourg), Quien (Qui, Charles Aznavour), La Chanson des jumelles (Michel Legrand), Tu canción (Your Song d'Elton John), Insensatez (Antônio Carlos Jobim)
- Marilyn Manson : Sweet Dreams (Eurythmics), I Put a Spell on You (Screamin' Jay Hawkins), Rock'N'Roll Nigger (Patti Smith), The KKK Took My Baby Away (The Ramones), Personal Jesus (Depeche Mode), Working Class Hero (John Lennon), …Baby One More Time (live) (Britney Spears), Tainted Love (Gloria Jones puis Soft Cell)
- Paco Ibáñez, dont la totalité de l'œuvre se compose de poèmes mis en musique et de reprises (de Georges Brassens, notamment)
- Me First and the Gimme Gimmes, supergroupe punk rock dont tous les titres sont des reprises
- The Puppini Sisters : Boogie Woogie Bugle Boy des Andrews Sisters, Wuthering Heights de Kate Bush, I Will Survive de Gloria Gaynor, Heart of Glass de Blondie, Panic des Smiths…
- Awaken, Children of Bodom, Crazy Frog, Vanilla Fudge, Manfred Mann, Sonata Arctica, Black Eyed Peas, Kanye West